# Torom
Der Torom (russisch Тором) ist ein 176 km langer Fluss in der Region Chabarowsk im Fernen Osten Russlands. Das Einzugsgebiet des Torom umfasst 4430 km². Der Fluss verläuft im Rajon Tuguro-Tschumikanski.

## Flusslauf
Der Torom hat seinen Ursprung im Jam-Alin. Er entspringt auf einer Höhe von etwa 1400 m. Der Torom fließt anfangs 20 km nach Osten und verlässt das Gebirge. Anschließend wendet er sich in Richtung Nordnordnost und fließt entlang der Ostflanke des Gebirgszugs zum Meer. Größere Nebenflüsse sind Tewatyn und Kuni, beide von rechts. Der Torom mündet schließlich in die Udabucht im Westen des Ochotskischen Meeres. Die Mündung liegt 36 km ostsüdöstlich von der Mündung der Uda. 6 km oberhalb der Mündung des Torom befindet sich am rechten Flussufer das gleichnamige Dorf. 3 km weiter östlich befindet sich die Flussmündung des Al.